# Jean-Baptiste Loeillet de Gant
Jean-Baptiste Loeillet de Gant (* 6. Juli 1688 in Gent; † um 1720 in Lyon) war ein Komponist und Flötist des Barock.

## Leben
Die Loeillets waren eine bekannte Musikerfamilie. Die Eltern von Jean-Baptiste Loeillet waren Pieter Loeillet und seine erste Frau Marte (geborene Nortier). Er wurde am 26. Juli 1688 in Gent getauft und verbrachte den größeren Teil seines Lebens in den Diensten von François Paul de Neufville de Villeroy, dem Erzbischof von Lyon. Er lebte und arbeitete auch in den Niederlanden. Loeillet hängte seinem Namen das „de Gant“ (aus Gent) an, um nicht mit seinem in London wirkenden Vetter Jean Baptiste Loeillet verwechselt zu werden, der seinerseits seinen Namen anglisierte und sich John Loeillet oder auch John of London nannte.
Von Jean-Baptiste Loeillet de Gant sind 54 Blockflöten-Sonaten mit Generalbass sowie Blockflötenduette in Amsterdamer Verlagen gedruckt worden. Die Werke entsprechen dem Stil Arcangelo Corellis und sind meistens typische Kirchensonaten, mit Ausnahme des op. 3, das aus 12 Tanzsuiten besteht. In vielen Sätzen haben Flöte und Bass einen fugierten Part. In den langsamen Sätzen verwendet Loeillet Verzierungen im französischen Stil.

## Werke
- Op. 1, 12 Sonaten (a, d, G, F, B, C, c, d, g, F, G, e) für Blockflöte und B. c. (Amsterdam, 1710)
- Op. 2, 12 Sonaten (F, g, d, B, c, G, e, F, g, D, g, a) für Blockflöte und B. c. (Amsterdam, 1714)
- Op. 3, 12 Sonates (C, B, g, G, c, e, E, F, B, d, A, e) für Blockflöte und B. c. (Amsterdam, 1715)
- Op. 4, 12 Sonates (d, a, F, G, c, g, D, F, G, C, f, a) für Blockflöte und B. c. (Amsterdam, 1716)
- Op. 5, Erstes Buch, 6 Triosonaten (e, b, d, D, G, g) für Flöte, Oboe oder Violine und B. c. (Amsterdam, 1717)
- Op. 5, Zweites Buch, 6 Triosonaten (D, e, G, g, C, e) für Flöte, Oboe oder Violine und B. c. (Amsterdam, 1717)

Zweitausgaben der Werke Loeillets erschienen zwischen 1712 und 1722 bei Walsh in London.
Die Sonate XI in A aus op. 3 ist auch in einem Arrangement für Trompete oder Horn und Klavier oder Orgel bekannt.